# You Don't Fool Me
«You Don't Fool Me» es la 9.ª pista y sexto sencillo lanzado del disco Made In Heaven realizada por la banda de Rock inglesa Queen en 1995, el sencillo lanzado en 1996, contiene gran cantidad de versiones en remix. Esta es una de las pocas canciones escritas tras las sesiones de Innuendo, fue escrita por John Deacon y Freddie Mercury, pero acreditada a toda la banda. La canción fue un éxito mundial, y consiguió llegar al nº 1 en las listas italianas.
Es la penúltima canción en la que Freddie Mercury puso su voz.

## Remixes
- 01 «You Don't Fool Me» (Versión sencillo)
- 02 «You Don't Fool Me» (Sexy Club Mix)
- 03 «You Don't Fool Me» (Dancing Divaz Club Mix)
- 04 «You Don't Fool Me» (B S Project Remix)
- 05 «You Don't Fool Me» (Dancing Divaz Instrumental Club Mix)
- 06 «You Don't Fool Me» (Freddy's Club Mix)
- 07 «You Don't Fool Me» (Freddy's Revenge Club)
- 08 «You Don't Fool Me» (Queen For A Day Mix)
- 09 «You Don't Fool Me» (B S Project Remix Edit)
- 10 «You Don't Fool Me» (Late Mix)

- Datos: Q1088509